# Bolo do caco

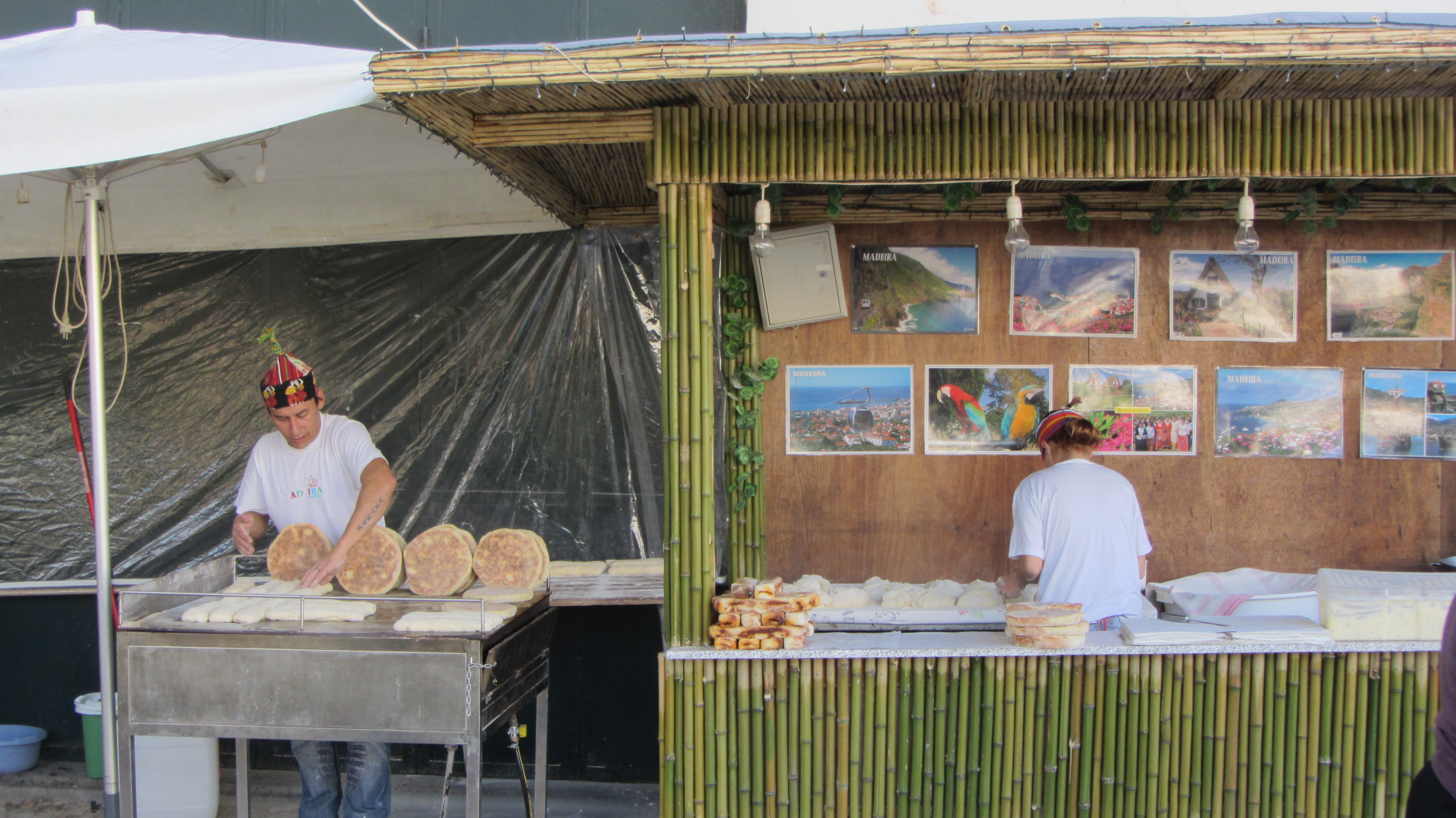
Venditori di bolo do caco a Funchal

Il bolo do caco (letteralmente "torta di coccio") è un pane semidolce di grano, tipico dell'arcipelago di Madera che si può trovare sia sull'isola principale, sia su quella di Porto Santo.  Normalmente servito tiepido a fette, spalmate di burro con aglio e prezzemolo, viene consumato come antipasto, accompagnamento di piatto principale o per confezionare sandwich.

## Preparazione
È composto da farina di frumento, patate dolci, lievito, acqua e sale. Con questi ingredienti si prepara un impasto che viene fatto lievitare per tre giorni, dopo i quali si fanno dei pani di circa venti centimetri di diametro e spessi circa tre.
Nella cucina tradizionale viene poi cotto su una pietra di basalto riscaldata ad alta temperatura. Oggi, tale pietra è talvolta sostituita da apposite lastre di cemento, vendute a tal scopo. Il bolo viene posto sulla pietra (chiamata caco) e cotto fino a quando si forma una sottile crosta leggermente bruciata. Successivamente lo si gira per cuocerlo su entrambi i lati.
Nella presentazione come sandwich, la farcitura è generalmente costituita da sottili fette di carne, oppure pesce spatola o polpo, sia cotti alla griglia che fritti.